# 青敷
青敷（あおじき）は、鹿児島県姶良市蒲生町米丸にある火山。スコリア丘に分類される。

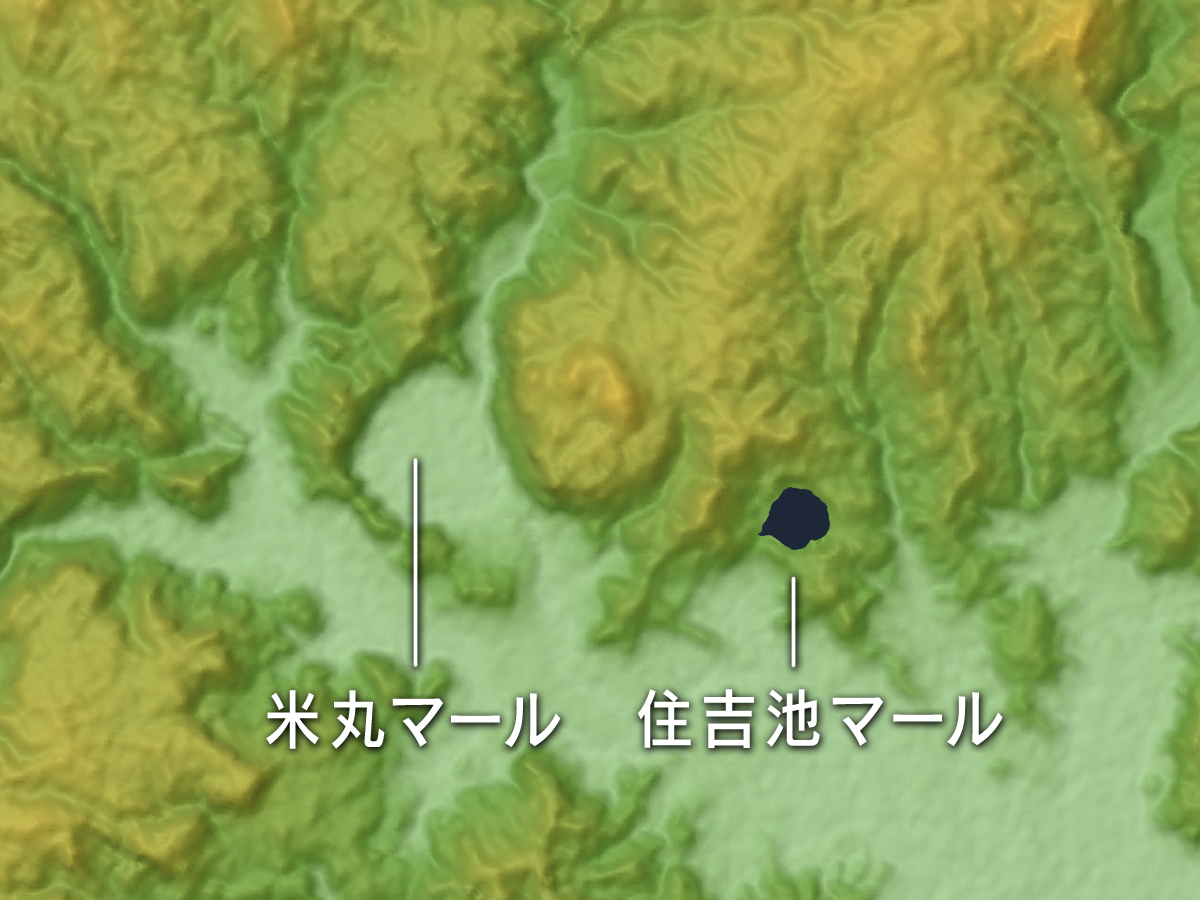
米丸火山、青敷火山、住吉池火山の地形図

## 概要
姶良市にある住吉池・米丸2つのマールの中間に位置し、標高275.5メートル。火山活動の年代は、約10万年前以上に遡ると考えられている。
青敷の噴火様式は、水蒸気マグマ噴火から始まり、その後のマグマ噴火によってスコリア丘が成長。末期に溶岩が南側から流出し、スコリア丘の南山麓を埋め尽くすように分布した。
前出2つのマールと青敷スコリア丘（青敷火山岩類）をあわせて蒲生単成火山群ともよばれることがあった。この3つの火山はマグマの組成はともに玄武岩であるが、K2Oの量が青敷だけ異なっており、全く同じマグマではない可能性が指摘されている。
産業技術総合研究所地質調査総合センターが作成した第四紀火山のデータベースでは、青敷を先姶良火山の一部とみなしている。

## その他
かつて牧場があったが現在はない、山頂には三等三角点（青敷と命名）がある。上久徳地区から眺めると大きな滝が見える。